# Xenopirostris
Xenopirostris is een geslacht van zangvogels uit de familie Vangidae (vanga's).

## Soorten
Het geslacht kent de volgende soorten:
- Xenopirostris damii  –  Van Dams vanga
- Xenopirostris polleni  –  Pollens vanga
- Xenopirostris xenopirostris  –  Lafresnayes vanga